# Парк војводе Петра Бојовића
Парк војводе Петра Бојовића један је од београдских паркова.

## Локација и карактеристике парка
Стациниран је у општини Врачар, оивичен Крунском, Курсулином, Кичевском и Баба Вишњином улицом, а у његовој непосредној близини налази се Каленић пијаца. Окружен је дрворедима и клупама, а у централном делу парка налази се биста српског и југословенског војводе Петра Бојовића, који је живео недалеко одавде, у Трнској улици 25. Парк је мале површине али изузетно значајна зелена површина за птичје врсте у густо насељеном делу Врачара.